# Erik Petersen (roer)
 Der er flere personer med dette navn, se Erik Petersen.
Erik Petersen (født 23. september 1939, død 21. februar 2025) var en dansk roer, der var med i den båd, der vandt guld ved OL 1964 i firer uden styrmand.

## Rokarriere
Erik Petersen roede for Roforeningen Kvik, og han kom i 1963 i båd som toer med John Ørsted (etter), Kurt Helmudt (treer) og Bjørn Hasløv (stroke), efter at en otter var blevet splittet op; båden blev trænet af Poul Danning.
Båden viste sig første gang på den internationale scene, da den deltog i EM 1963 på hjemmebanen på Bagsværd Sø. Her lå båden i finalen i en klar vinderposition, men så knækkede Petersens åregaffel, og holdet måtte nøjes med en femteplads. Året efter var båden også på vinderkurs under EM i Amsterdam, men denne gang var Ørsted uheldig at fange en 'ugle', så båden gik kortvarigt i stå, hvorpå holdet måtte se Vesttyskland gå forbi og vinde guld; danskerne fik dog sølv ved denne lejlighed.
Ved OL i Tokyo vandt den danske båd sit indledende heat og var derfor direkte kvalificeret til finalen. Her lå båden i første del af løbet på en andenplads efter en hollandsk båd. Denne båd kunne dog ikke holde tempoet, hvorpå danskerne kom i spidsen. De var mod slutningen dog truet af den britiske og den amerikanske båd, men da danskerne satte spurten ind mod slutningen, holdt de briterne bag sig med en halv bådlængde og vandt i tiden 6.59,30 mod briternes 7.00,47 og amerikanernes 7.01,37. Ørsted, Helmudt, Hasløv og Petersen vandt dermed en af de to guldmedaljer, som Danmark vandt ved disse lege. Bådens præstation indbragte den hæder, idet Ekstra Bladet og B.T. begge ved årets afslutning udnævnte præstationen til årets bedste i dansk idræt.
Fireren holdt derpå pause i 1965, men vendte kortvarigt tilbage til eliten i 1966, hvor de vandt ved Henley Royal Regatta, inden Hasløv og Ørsted helligede sig deres civile karrierer. Petersen og Helmudt fortsatte med nye makkere og var kvalificeret til OL 1968 i firer med styrmand sammen med Tom Hinsby, Poul Nielsen og Jørgen Tornbo. Båden kom imidlertid aldrig til at stille op, idet Hinsby var uheldig at pådrage sig en hjernerystelse i OL-landsbyen.. I 1970 sikrede fire af disse roere (uden styrmanden Tornbo) sig bronze ved VM.

## Videre karriere
I det civile liv var Erik Petersen rørlægger. Han fortsatte med at ro i Kvik i mange år og var i 2014 fortsat aktiv.